# 안농
안농(영어: Unown, 일본어: アンノーン)은 포켓몬스터 시리즈에 등장하는 가상의 캐릭터(몬스터)이다.

## 특징
안농은 각각 라틴 알파벳의 한 글자를 변형시킨 것 같은 모습을 하고 있다. A부터 Z까지에 「!」와 「?」의 2종류의 기호를 더한 28종이 존재한다. A부터 Z까지는 2세대부터, 「!」와 「?」는 3세대부터 등장하고 있다. 모든 안농은 한 개의 둥근 큰 눈을 가지고 있으며, 그것을 중심으로 막대 모양의 신체 부위가 가지처럼 뻗어져있어, 신체 전체로 문자를 나타내고 있다. 「!」와 「?」의 2종은 눈의 상반분이 검은 눈꺼풀 같은 것으로 덮여 있어 졸린 듯한 표정을 하고 있다. 몸자체는 굉장히 얇고 항상 벽에 들러붙어 있다. 벽에 2마리 이상 있게 되면 어떤 힘이 생긴다고 한다. 각각의 문자에는 의미가 있다. 게임상에서는 안농을 닮은 문자가 벽면에 쓰여진 유적이 복수 등장한다. 지리적으로 크게 떨어져 있는 유적들이 동일한 문자언어를 사용하고 있는 것은 경이롭다. 문자가 먼저인지 안농이 먼저인지 세계 7대 불가사의의 하나다. 텔레파시를 써서 동료들과 의사소통을 하는 듯하다.종류마다 각각 다른 능력ㅇㄷㄹ 지니고 있다고 여겨진다.

## 게임에서의 안농
안농이 사용할 수 있는 기술은 오직 「잠재파워」뿐이다.
《포켓몬스터 금·은·크리스탈》에서 알프의 유적의 석판 퍼즐을 풀면, 유적의 석실의 내부에 출현하게 된다. 레벨은 5로 고정되어 있으며, 포켓키어의 라디오의 「?」항목에 주파수를 맞추면 수상한 음악이 흘러나오며 출현율이 상승한다. 게임보이 컬러의 시스템의 한계상, 색상 변종은 「I」와 「V」뿐이었다. GBA판 이후로는 수정되었다.
포켓몬 도감에는 최초로 발견한 형태가 기록된다. 《포켓몬스터 금·은·크리스탈》에서는 안농을 어느 정도 잡고 유적의 연구실로 가면 전 26 종류의 안농의 모습을 기록할 수 있는 안농 도감을 받을 수 있다. 26 종류 모두를 등록하면 포켓 프린터로 일러스트를 출력하는 것이 가능하다. 도감에는 A부터 Z까지의 모든 형태에 해설과 각각의 문자로부터 시작되는 영단어가 기재되어 있다. 형태는 잡은 순서대로 기록된다.
《포켓몬스터 파이어 레드·리프 그린》에서는 아스카나 유적에 7개 있는 아스카나의 석실에 서식한다. 석실마다 출현하는 안농의 형태가 다르다. 레벨은 25로 고정. 이 시리즈로부터 새롭게 「?」와 「!」의 형태의 안농도 등장하여, 전 28종이 된다.
《포켓몬스터DP 디아루가·펄기아》에서는 신수마을의 신수유적에 출현하며, 장소에 따라 출현하는 안농의 형태가 정해져 있다. 또, 신수마을과 신수유적의 사이에 있는 민가의 아이에게 잡은 안농을 보여주면 안농 1마리마다 씰을 10매 받을 수 있다. 받을 수 있는 씰은 안농을 본뜬 알파벳 모양으로 볼 캡슐에 붙일 수 있으며, 안농 씰을 붙인 볼 캡슐을 사용하면 알파벳 모양의 글자가 나오는 특수효과를 사용할 수 있다. 또한 214번 도로에 있는 유적 마니아의 동굴은 안농을 모을수록 동굴을 판 정도가 진행된다. 전 26종의 안농을 모으면 유적 마니아의 구멍이 마니아 터널이 되어, 신수마을 방면에서 갈 수 있는 것과는 다른 방에 들어갈 수 있다. 이 방에서는 「!」와 「?」의 모습을 가진 안농만이 등장한다.
《대난투 스매시 브라더스 DX》에서는 몬스터 볼에서 등장하는 포켓몬의 하나로 등장. 몬스터 볼에서 나온 1마리가 26마리의 동료를 불러 돌진해온다.
《모두의 포켓몬 목장》에서는 28종을 모두 모으면 컴퓨터 키보드와 같은 집합을 실시하는 장면을 볼 수 있다.
각각의 안농 문자와 기재된 영단어는 다음과 같다.
| A | Angry  | B | Bear    | C | Chase   | D | Direct  | E | Engage   | F | Fine   | G | Give | H | Help | I | Increase | J | Join | K | Keep  | L | Laugh | M | Make |   |       |   |       |
| N | Nuzzle | O | Observe | P | Perform | Q | Quicken | R | Reassure | S | Search | T | Tell | U | Undo | V | Vanish   | W | Want | X | XXXXX | Y | Yield | Z | Zoom | ! | !!!!! | ? | ????? |

## 애니메이션에서의 안농
《포켓몬스터》265화에서 등장해서 지우의 애버라스가 알이었던 시절에 일어났던 일을 지우 일행에게 보여준 적이 있다.
《포켓몬스터 DP》60화에 등장하여 갤럭시단의 야망에 의해 폭주했다.

## 그 외에서의 안농
- 극장판 《극장판 포켓몬스터: 결정탑의 제왕 앤테이》에서 등장. 사람의 생각을 읽어내서 실체화시키는 이상한 힘을 가진다.
- 극장판 《디아루가 VS 펄기아 VS 다크라이》의 처음 장면에서 디아루가와 펄기아가 싸울 때 안농들이 그 힘을 못이기고 전투의 여파로 이리저리 날려지고 만다.
- 《포켓몬스터 스페셜》의 다이아몬드/펄 편에서 신수유적에 갇혔을 때 다이아에게 D, 펄에게 P 모양의 안농이 와 도움을 요청한다. 이후 갤럭시단의 악행으로 피해를 입은 안농이 펄을 도와준다.

## 같이 보기
- 포켓몬스터
- 포켓몬의 목록